# Debrzno-Wieś
Debrzno-Wieś – wieś krajeńska w Polsce położona w województwie wielkopolskim, w powiecie złotowskim, w gminie Lipka przy drodze wojewódzkiej nr 188. Wieś graniczy na północy bezpośrednio z miastem Debrzno w województwie pomorskim. We wsi znajduje się pałac z parkiem z XIX w. oraz, aktualnie sprzedane prywatnemu właścicielowi, lotnisko wojskowe.
W latach 1975–1998 miejscowość administracyjnie należała do województwa pilskiego.

## Linki zewnętrzne

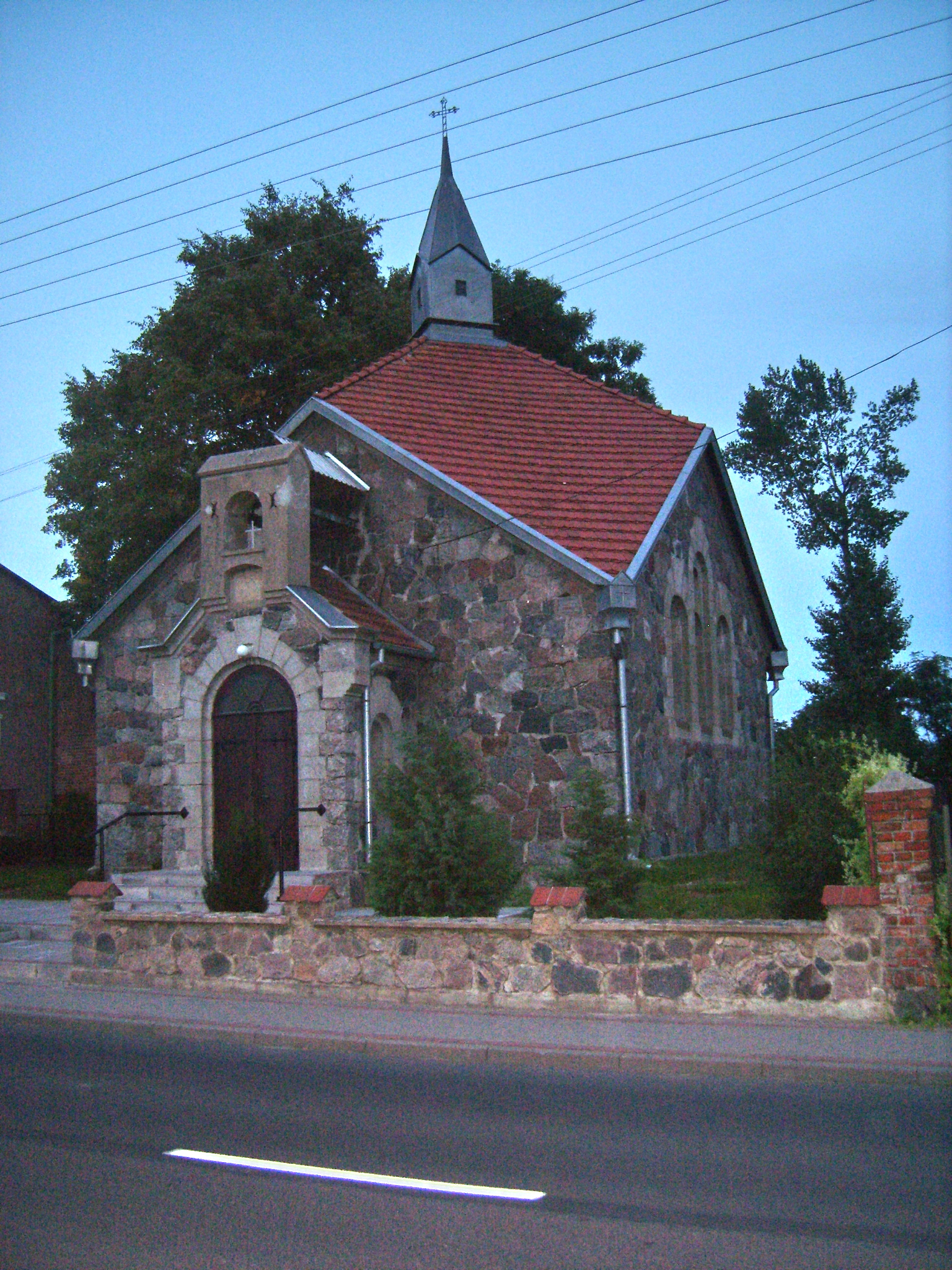
Kościół w Debrznie-Wsi